# Platyglanis depierrei
Platyglanis depierrei är en fiskart som beskrevs av Daget, 1979. Platyglanis depierrei ingår i släktet Platyglanis och familjen Claroteidae. IUCN kategoriserar arten globalt som otillräckligt studerad. Inga underarter finns listade i Catalogue of Life.